# Combinata nordica alla XXXI Universiade invernale
Le gare di combinata nordica della XXXI Universiade invernale si sono svolte dal 13 al 19 gennaio 2023 al MacKenzie Intervale Ski Jumping Complex e a Mount Van Hoevenberg. In programma sei eventi.

## Partecipanti
- Rep. Ceca (1)
- Finlandia (1)
- Giappone (8)
- Kazakistan (2)
- Polonia (4)
- Ucraina (3)
- Stati Uniti (5)

## Podi

### Uomini
| Evento                | Oro                                          | Tempo / Punteggio | Argento                                       | Tempo / Punteggio | Bronzo                                    | Tempo / Punteggio |
| Individuale Gundersen | Sakutaro Kobayashi                           | 24'52"2           | Niklas Malacinski                             | 26'28"6           | Rasmus Ahtava                             | 26'35"2           |
| Partenza in linea     | Sakutaro Kobayashi                           | 124,6 pt.         | Niklas Malacinski                             | 119,2 pt.         | Evan Nichols                              | 105,7 pt.         |
| Staffetta sprint      | Stati Uniti 1 Evan Nichols Niklas Malacinski | 24'51"1           | Giappone 1 Takuya Nakazawa Sakutaro Kobayashi | 24'58"5           | Ucraina Dmytro Mazurčuk Vitalij Hrebenjuk | 25'33"2           |

### Donne
| Evento                | Oro          | Tempo / Punteggio | Argento      | Tempo / Punteggio | Bronzo         | Tempo / Punteggio |
| Individuale Gundersen | Haruka Kasai | 14'34"6           | Yuna Kasai   | 15'23"4           | Ayane Miyazaki | 16'24"5           |
| Partenza in linea     | Yuna Kasai   | 122,2 pt.         | Haruka Kasai | 113,6 pt.         | Joanna Kil     | 87,9 pt.          |

### Misti
| Evento              | Oro                                     | Tempo   | Argento                                        | Tempo   | Bronzo                                      | Tempo   |
| Staffetta Gundersen | Giappone 1 Sakutaro Kobayashi Rin Sobue | 12'14"7 | Polonia 1 Andrzej Szczechowicz Weronika Kaleta | 12'55"2 | Stati Uniti 1 Niklas Malacinski Erin Bianco | 13'03"2 |

## Medagliere
| Pos.   | Paese       | Oro | Argento | Bronzo | Totale |
| ------ | ----------- | --- | ------- | ------ | ------ |
| 1      | Giappone    | 5   | 3       | 1      | 9      |
| 2      | Stati Uniti | 1   | 2       | 2      | 5      |
| 3      | Polonia     | 0   | 1       | 1      | 2      |
| 4      | Finlandia   | 0   | 0       | 1      | 1      |
| 4      | Ucraina     | 0   | 0       | 1      | 1      |
| Totale | Totale      | 6   | 6       | 6      | 18     |